# تجربة الحلقة الكروية الوطنية

التجربة NSTX في عام 2009 وهي عبارة عن توكاماك كروي لتحقيق الاندماج النووي ، بـ معمل برينستون لفيزياء البلازما. برينستون ، الولايات المتحدة.

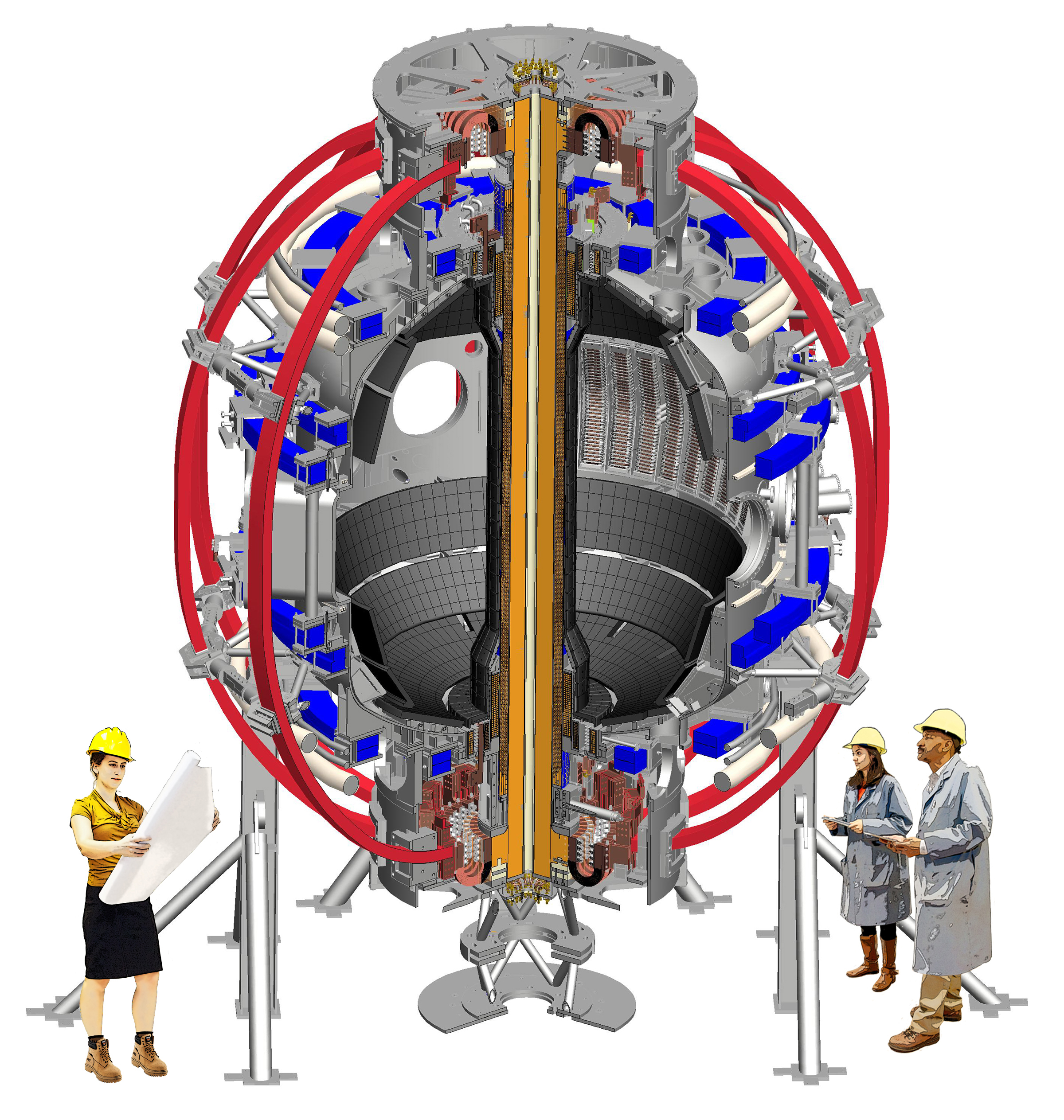
رسم CAD لتجربة الحلقة الطروية الوطنية بالولايات المتحدة NSTX

التجربة الوطنية للحلقة الكروية ( NSTX ) عبارة عن جهاز اندماج مغناطيسي يعتمد على مفهوم توكاماك الكروي . تم إنشاؤه من قبل مختبر برينستون لفيزياء البلازما (PPPL) بالتعاون مع مختبر أوك ريدج الوطني ، جامعة كولومبيا ، وجامعة واشنطن في سياتل. دخلت الخدمة في عام 1999. في عام 2012 تم إغلاقه كجزء من برنامج ترتحسينات وأصبح اسمها NSTX-U .
توكاماك الكروي (ST) هو فرع من تصميم توكاماك التقليدي. يدعي المؤيدون أن لها عددًا من المزايا العملية على هذه الأجهزة ، وبعضها مثير. لهذا السبب ، لقيت فكرة التوكاماك الكروي اهتمامًا كبيرًا منذ اقتراحها في أواخر الثمانينيات. ومع ذلك لا يزال التطوير ساريا وراء الجهود الرئيسية مثلما في تجربة JET . تشمل التجارب الرئيسية الأخرى في هذا المجال تجربة START و MAST المقامتين في كولهام في المملكة المتحدة.
تدرس التجربة NSTX المبادئ الفيزيائية للبلازما كروية الشكل - التي هي غازات متأينة ساخنة من المتوقع أن يحدث فيها الاندماج النووي تحت ظروف مناسبة من درجة الحرارة والكثافة ، والتي يتم تحقيقها عن طريق الحبس في مجال مغناطيسي.

## التاريخ

### 1999-2012
تم الحصول على البلازما الأولى في تجربة الحلقة الكروية الوطنية يوم الجمعة 12 فبراير 1999 الساعة 7:06 مساءً.
تستخدم تجارب الاندماج المغناطيسي البلازما المكونة من واحد أو أكثر من نظائر الهيدروجين. على سبيل المثال ، في عام 1994 أنتج مفاعل اختبار الانصهار توكاماك في مختبر برينستون لفيزياء البلازما رقماً قياسياً عالمياً بقدره 10.7 ميغاواط من طاقة الاندماج من بلازما مكونة من جزئين متساويين من الديوتيريوم والتريتيوم ، وهو مزيج وقود يحتمل استخدامه في مفاعلات طاقة الاندماج التجارية. كانت تجربة NSTX تجربة "إثبات المبدأ" ولذلك استخدمت بلازما الديوتيريوم فقط. . فإذا نجحت فيمكن أن تتطبق في أجهزة مماثلة كبيرة (على سبيل المثال ITER ) ، حيث تعمل عندئذ بوقود الديوتيريوم-التريتيوم.
أنتجت التجربة الحلقة الكروية الوطنية بلازما كروية بفتحة خلال مركزها (في شكل "تفاحة محفورة القلب" ؛ انظر تجربة MAST ) ، فهي تختلف عن بلازما الشكل الدائري (الحلقية) للتوكاماك التقليدية. كانت نسبة العرض إلى الارتفاع منخفضة (أي R / a = 1.31 ، مع نصف قطر رئيسي R يبلغ 0.85 متر ونصف قطر صغير يبلغ 0.65 مترًا) لجهاز التجربة العديد من المزايا بما في ذلك استقرار البلازما من خلال الحبس المحسن. تشمل تحديات التصميم تشكيل الملفات المحيطة والأوعية المفرغة والمكونات المواجهة للبلازما حول الجهاز الكروي . يمكن أن يحصر شكل البلازما هذا بلازما ذات ضغط أعلى مما ينتجه الشكل الحلقي للبلازما في التوكامات ، إذ ستكون البلازما محصورة وذات نسبة عرض إلى ارتفاع عالية بسبب شدة المجال مغناطيسي المسلط عليها. ونظرًا لأن قدر قوة الاندماج المنتجة تتناسب مع مربع ضغط البلازما ، فإن استخدام البلازما ذات الشكل الكروي يمكن أن يسمح بتطوير مفاعلات اندماج أصغر وأكثر اقتصادا وأكثر استقرارًا. وقد تتحسن تجربة NSTX بشكل أكبر من خلال قدرتها على احتجاز تيار كهربائي عالي في "البلازما المنحصرة ". سيقلل تيار البلازما الداخلي المدفوع ذاتيًا من متطلبات الطاقة لتيارات البلازما المدفوعة من الخارج اللازمة لتسخين البلازما وحصرها.

### تحسينات في الفترة 2012-2015

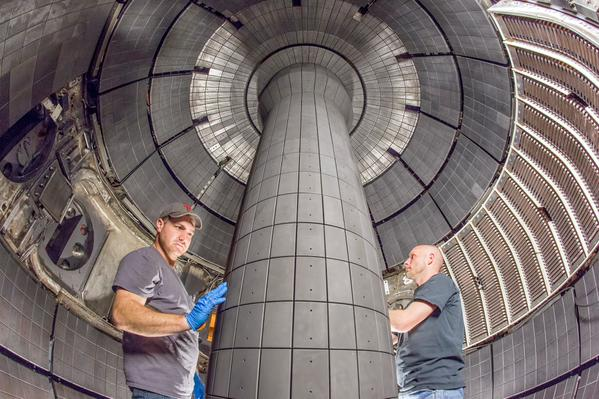
وعاء البلازما أثناء التحسينات

تم الانتهاء من التحسينات التي تكلفت 94 مليون دولار  NSTX-U  في عام 2015. ضاعفت النحسينات المجال الحلقي (إلى 1 تسلا) ، وتيار البلازما (إلى 2 مللي أمبير) وكذلك قوة التسخين. وهي تــُزيد مدة النبضة خمسة مرات .  ولتحقيق ذلك تم توسيع الملف اللولبي للمكدس المركزي (CS) ،  وأضيف ملف OH ، وملفات بولويدية (ملفات تنتج مجالا مغناطيسيا ومجال كهربائي معهه) داخلية ، كما تم أضافة شعاع حقن أيونات محايد ثاني.  تتألف هذه التحسينات أيضا من تركيب ملف نحاسي معتاد ، وليس ملفًا فائقا التوصيل.

### مشكلة الملف Poloidal في عام وحلها 2016-2022
تم إيقاف التجربة المحسنة NSTX-U في أواخر عام 2016 بعد تحديثه مباشرة ، بسبب فشل أحد ملفاته البولويدية المتعددة (تراكب مجال مغناطيسي مع مجال كهربائي دائري ).  تتألف هذه التحسينات من تركيب ملف نحاسي ، وليس ملفًا فائق التوصيل. تم إغلاق NSTX منذ عام 2012 وعادت للعمل لمدة 10 أسابيع فقط في نهاية عام 2016 بعد تحديثها مباشرة. يُعزى أصل هذا الفشل جزئيًا إلى عدم امتثال ملف النحاس المبرد ، الذي قامت بتصنيعه مؤسسة أخرى . بعد مرحلة التشخيص التي تتطلب تفكيكًا كاملاً للمفاعل والملفات ، وتقييم التصميم ، وإعادة تصميم المكونات الرئيسية بما في ذلك ستة ملفات بولويدية داخلية ،   تم اعتماد خطة إعادة التشغيل في مارس 2018. ولم يتم التخطيط لإعادة تشغيل المفاعل حتى نهاية عام 2020.  تتوقع المعلومات الأخيرة الآتية من مسؤولي مختبر برينستون لفيزياء البلازما أن التجربة NSTX-U لا تزال خاضعة لإصلاحات ، ومن المقرر أن تعود إلى العمل في عام 2022.  تم تأجيل إعادة التشغيل بسبب مشكلة العزل بين الملف اللولبي المركزي والملفات الكهربائية المحيطة به.